# Eyralpenus meinhofi
Eyralpenus meinhofi là một loài bướm đêm thuộc phân họ Arctiinae, họ Erebidae.